# Eleição parlamentar na Costa do Marfim em 1990
A eleição parlamentar marfinense de 1990 ocorreu em 25 de novembro e foi a primeira eleição legislativa do país a ser realizada sob o sistema eleitoral pluripartidário, implementado na Costa do Marfim meses antes do pleito pelo governo do então presidente Félix Houphoët-Boigny. Mesmo assim, o hegemônico Partido Democrata da Costa do Marfim (PDCI) obteve uma votação esmagadora, conquistando 71,68% dos votos válidos e elegendo 163 dos 175 deputados da Assembleia Nacional.
A Frente Popular Marfinense (FPI), principal partido de oposição à época e liderado por Laurent Gbagbo, conquistou 19,81% dos votos e elegeu 9 deputados. Por fim, o Partido Marfinense dos Trabalhadores (PIT), recém-fundado à época por Francis Wodié, obteve 8.51% dos votos e elegeu 3 deputados. O comparecimento do eleitorado às urnas foi de 42,47%.

## Resultados eleitorais
| Partido                           | Partido                              | Votos     | %     | Cadeiras | +/–  |
| --------------------------------- | ------------------------------------ | --------- | ----- | -------- | ---- |
|                                   | Partido Democrata da Costa do Marfim | 1 324 549 | 71.68 | 163      | 12   |
|                                   | Frente Popular Marfinense            | 365 999   | 19.81 | 9        | Novo |
|                                   | Partido Marfinense dos Trabalhadores | 157 264   | 8.51  | 3        | Novo |
| Total de votos válidos            | Total de votos válidos               | 1 847 812 | 98.69 | –        | –    |
| Votos inválidos (brancos e nulos) | Votos inválidos (brancos e nulos)    | 24 480    | 1.31  | –        | –    |
| Total de votos registrados        | Total de votos registrados           | 1 872 292 | 100   | –        | –    |
| Eleitorado apto a votar           | Eleitorado apto a votar              | 4 408 810 | 42.47 | –        | –    |